# William Barclay Squire

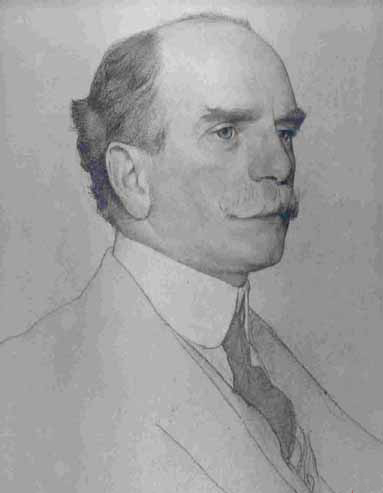
William Barclay Squire.

William Barclay Squire, född den 16 oktober 1855 i London, död där den 13 januari 1927, var en engelsk musikforskare.
Squire uppfostrades i Frankfurt a. M., studerade juridik i Cambridge och var en tid advokat, tills han 1885 anställdes som bibliotekarie i British Museums avdelning för tryckta musikalier. Squire verkade som musikrecensent, skrev gedigna uppsatser i Groves musiklexikon, i Encyclopaedia Britannica, Dictionary of National Biography med mera, katalogiserade bland annat British Museums musiktryck (värdefullt arbete i 2 band, 1912) samt utgav tonverk av Purcell, Byrd, Palestrina och 1500-1600-talens madrigalkompositörer.